# لكسة
لِكسة أو لكسا أو (نقحرة: ليكسا) هي مدينة من مدن البرتغال، في بلدة فلجيرس يبلغ عدد سكانها 4,233 نسمة. تبلغ مساحتها 12.58 كم².